# Felix (cràter)
Felix és un petit cràter d'impacte pertanyent a la cara visible de la Lluna. Està situat sobre la Mare Imbrium, entre el cràter Euler (a l'oest) i el cràter Lambert (a l'est). Els seus veïns més propers són altres dos petits cràters, situats al sud: Artemis (amb el qual està aparellat), i Verne.

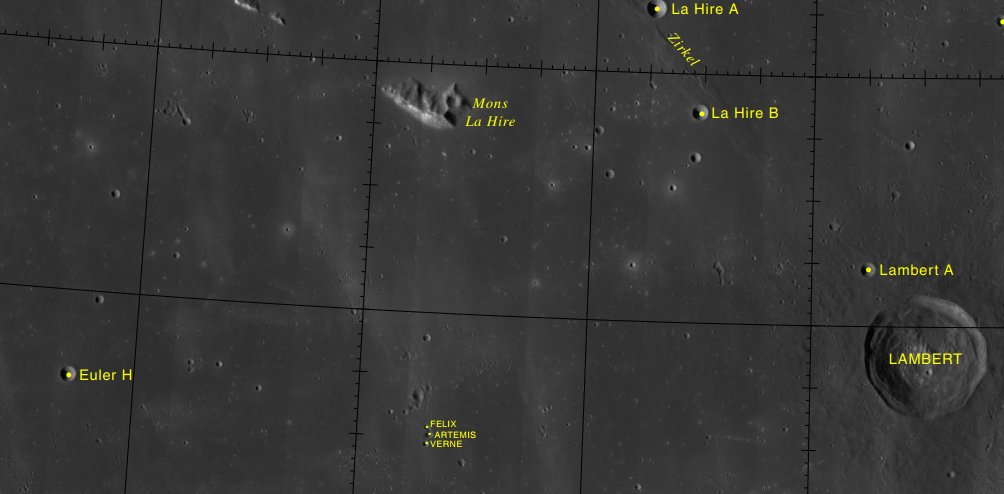
Localització de Felix, Artemis i Verne (part inferior de la imatge), a sud del Mons La Hire i a l'oest de Lambert

El nom procedeix d'una designació originalment no oficial continguda en la pàgina 40A4/S1 de la sèrie de plànols del Lunar Topophotomap de la NASA, que va ser adoptada per la UAI en 1976.